# Sarpedón
En la mitología griega, Sarpedón (en griego Σαρπηδών) es un hijo de Zeus y Europa, hija de Fénix. En la Ilíada se dice que solamente Minos y Radamantis nacieron de esa unión. No obstante Hesíodo, Helánico y Baquílides dicen que eran tres hermanos, Minos, Radamantis y Sarpedón.
Asterio, príncipe de los cretenses, desposó a Europa y crio a los hijos de esta. Cuando ellos crecieron se pelearon por el amor de un muchacho llamado Mileto, hijo de Apolo y Aría, hija de Cléoco. Como el muchacho prefiriese a Sarpedón, lucharon, venció Minos y los otros huyeron. Sarpedón se alió con Cílix, que estaba en guerra con los licios, y al repartirse la región reinó en Licia. Zeus le concedió vivir durante tres generaciones. Algunos dicen que el objetivo de su amor y de su querella había sido Atimnio, hijo de Zeus y Casiopea.
Heródoto dice que los licios proceden originalmente de Creta. Cuando Sarpedón y Minos lucharon por el trono de Creta venció Minos. Minos expulsó a Sarpedón y, con él, a sus partidarios. Los desterrados llegaron, entonces, a Milíade, una región de Asia. Antaño la Milíade y los milias se llamaban sólimos. Pues bien, mientras Sarpedón estuvo al mando de ellos fueron designados como los termilas. Más tarde llegó a esa región Licio, hijo de Pandión, expulsado él también, y sus habitantes fueron llamados licios. Según Éforo, Sarpedón fue el rey de los licios y fundó la ciudad caria de Mileto. Había un templo de Sarpedón en Janto, Licia, probablemente asociado con el lugar donde estaba enterrado. Según Tertuliano, había un santuario y un oráculo de Sarpedón en la Tróade, aunque Tertuliano podría haberlo confundido con el oráculo de Cilicia.
Algunos autores dicen que el Sarpedón hermano de Minos y el Sarpedón que participó en la guerra de Troya eran el mismo personaje. Aunque Sarpedón era tres generaciones más viejo y ello conlleva un problema de cronología. El Catálogo de mujeres, por ejemplo, está de acuerdo en que son el mismo personaje; probablemente en esa obra se explicase el don de vivir tres generaciones que expresa Apolodoro. En un fragmento se nos dice que Europa, la madre de Sarpedón, estaba muy preocupada por tener noticias de su hijo, ya inmerso en la guerra. Para sortear la diferencia cronológica Diodoro dice que el hijo de Sarpedón, Evandro, le sucedió en el reino de Licia, se casó con Deidamia, la hija de Belerofontes, y engendró al segundo Sarpedón, que participó en la expedición contra Troya.